# Liêu Cảnh Tông
Liêu Cảnh Tông (chữ Hán: 辽景宗; bính âm: Liao Jǐngzōng; 1 tháng 9 năm 948 - 13 tháng 10 năm 982), là vị hoàng đế thứ năm của nhà Liêu, cai trị từ năm 969 đến năm 982. Liêu Cảnh Tông tên thật là Gia Luật Hiền (耶律賢), ông là con Liêu Thế Tông lên nối ngôi sau khi hoàng đế Liêu Mục Tông bị ám sát khi đi săn và ông nhận được sự ủng hộ của cả quan chức Hán tộc và tộc Khiết Đan.
Ông là vị hoàng đế có nhiều đóng góp cho triều đại nhà Liêu. Trong triều đại của ông, quan chức người Hán mới bắt đầu được sử dụng ở triều đình. Điều này đã khiến cho triều đình nhà Liêu trở nên hưng thịnh hơn và biến nhanh hơn thành một xã hội phong kiến. Sử gia sau này gọi tới thời kỳ trị vì của ông là Cảnh Tông trung hưng(景宗中兴).

## Trị vì
Liêu Cảnh Tông kế vị Liêu Mục Tông vào ngày 13 tháng 3 năm 969 sau khi Mục Tông bị người hầu của mình sát hại trong một chuyến đi săn vào 01 ngày trước đó. Ông nhận được sự ủng hộ của cả giới tinh hoa cầm quyền Khiết Đan và Hán. Sau khi Cảnh Tông kế vị, do Tiêu Tư Ôn có công giúp đỡ, Tiêu Xước (con gái út của Tiêu Tư Ôn) được tuyển làm quý phi và sau đó trở thành hoàng hậu.
Trưởng tỉ của Tiêu Xước là Tiêu Hòa Hãn đã kết hôn với Gia Luật Yểm Triệt Cát. Cảnh Tông vừa lên ngôi thì phong cho Gia Luật Yểm Triệt Cát làm Tề vương và Tiêu Hòa Hãn làm Tề vương phi. Nhị tỉ Y Lặc Lan của Tiêu Xước có chồng là Gia Luật Hi Ẩn đang bị giam cầm 9 năm qua vì tội mưu phản. Khi em rể của Y Lặc Lan là Cảnh Tông lên ngôi, Gia Luật Hi Ẩn lập tức được thả ra.
Cảnh Tông đã có nhiều đóng góp quan trọng cho triều đại Liêu. Ông sử dụng các quan chức người Hán trong chính phủ của mình, bổ nhiệm một người làm Bộ trưởng Bộ Nam và Công tước của Tần. Điều này đã khiến cho triều đình nhà Liêu trở nên hưng thịnh hơn và đẩy nhanh quá trình chuyển đổi xã hội Khiết Đan thành xã hội phong kiến. Ông thẳng tay trấn áp nạn tham nhũng trong chính phủ, sa thải những người tham ô hoặc không đủ năng lực. Cảnh Tông cũng sẵn sàng chấp nhận những lời chỉ trích. Ông ngừng săn bắn thường xuyên sau khi một quan chức liên quan đến việc săn bắn và cái chết của Mục Tông, và ông bắt đầu chuẩn bị chiến tranh chống lại các nước láng giềng phía nam của mình.
Năm 970 Tiêu Xước hoàng hậu sinh hạ trưởng nữ cho Cảnh Tông, đặt tên là Quan Âm Nữ. Năm Bảo Ninh thứ 4 (972), Tiêu Xước hoàng hậu sinh hạ trưởng tử cho Cảnh Tông, đặt tên là Gia Luật Long Tự. Cùng năm 972, Tề vương Gia Luật Yểm Triệt Cát qua đời và Tề vương phi Tiêu Hòa Hãn (trưởng tỉ của Tiêu Xước) trở thành Tề vương thái phi. Sau khi chồng qua đời, Tiêu Hòa Hãn đã đảm nhận vị trí người đứng đầu quân đội của Gia Luật Yểm Triệt Cát.
Tiêu Xước hoàng hậu còn sinh hạ được hai hoàng tử: Gia Luật Long Khánh và Gia Luật Long Hựu cùng hai công chúa: Trường Thọ Nữ và Diên Thọ Nữ. Theo "Tục tư trị thông giám trường biên" (續資治通鑑長編), hoàng tử chết yểu là Gia Luật Trịnh Ca có khả năng là hoàng tử thứ 4 mà Tiêu Xước hoàng hậu hạ sinh. Ngoài ra, Cảnh Tông còn nạp một cô gái thuộc vương tộc Bột Hải làm phi (gọi là Bột Hải phi) và một cô gái họ Mỗ (gọi là Mỗ thị) làm phi.
Gia Luật Hi Ẩn sau khi được Cảnh Tông thả ra khỏi ngục được vài năm thì lại lên kế hoạch cho một cuộc nổi dậy khác chống lại Cảnh Tông. Gia Luật Hi Ẩn lại bị bắt, con trai ông ta và Tiêu phu nhân Y Lặc Lan (Nhị tỉ của Tiêu Xước) bị quân Liêu sát hại.
Do Cảnh Tông thân thể yếu đuối, nhiều bệnh, có khi không thể thượng triều, đại sự quốc gia phần lớn do Hoàng hậu Tiêu Xước hiệp trợ xử lý, thực tế là Tiêu Xước thay mặt ông giải quyết. 
Năm Bảo Ninh thứ 8 (975), Cảnh Tông nói với sử quán học sĩ: "Trong thư tịch hãy ghi hoàng hậu xưng "trẫm" hoặc "dư"". Rất nhiều chính tích của Cảnh Tông đều có công lao của Tiêu Xước hoàng hậu.
Trong năm 975 Cảnh Tông phát động một cuộc xâm lược lớn vào hậu duệ của vương quốc Bột Hải là Định An Quốc (đời vua Liệt Vạn Hoa). Tuy nhiên quân Khiết Đan của Cảnh Tông đã bị quân Định An Quốc của Liệt Vạn Hoa đánh bại. Quân Khiết Đan của Cảnh Tông phải lui quân.
Sau cuộc chiến này, một số tướng lĩnh người Bột Hải của nhà Liêu đã nổi dậy đánh chiếm thành Phù Châu (nay là Khai Nguyên, Liêu Ninh, Trung Quốc) của nhà Liêu, lập ra vương quốc Yên Pha (頗頗 Yeonpa), tuyên bố chống lại nhà Liêu của Cảnh Tông. Kinh đô của vương quốc Yên Pha đặt tại Phù Châu.
Gia tộc họ Liệt cai trị Định An Quốc bị thay thế bởi gia tộc họ Ô vào năm 976 sau một cuộc binh biến lớn trên khắp vương quốc. Vua Liệt Vạn Hoa bị giết chết. Nhiều vương tộc họ Liệt cũng bị giết. Vương quốc Định An nằm dưới quyền của Ô Huyền Minh (오현명, 烏玄明, Oh Hyeon-myeong) - hậu duệ của Ô Tế Hiển (người từng giúp Liệt Vạn Hoa thành lập Định An Quốc vào năm 935). Các nhà sử học Triều Tiên và Hàn Quốc đưa ra giả thuyết rằng việc gia tộc họ Ô thay thế Gia tộc họ Liệt bằng hành vi bạo lực có thể đã đóng một vai trò nào đó trong việc hủy diệt Định An Quốc. Ô Huyền Minh tự lập làm vua của Định An Quốc và bổ nhiệm dòng tộc họ Ô của mình vào các chức vụ quan trọng của Định An Quốc. Thành Tự Khánh (nay là Diên Biên, Cát Lâm, Trung Quốc) tiếp tục được vua Ô Huyền Minh chọn làm kinh đô của vương quốc.
Hàn Đức Nhượng hầu hạ Cảnh Tông, nhờ cẩn thận mà nổi tiếng, được Cảnh Tông phong làm Đông đầu thừa phụng quan, bổ chức Khu mật viện thông sự. Rồi sau đó Hàn Đức Nhượng được chuyển sang làm Thượng kinh hoàng thành sứ, diêu thụ Chương Đức quân tiết độ sứ, nhận chức cũ của cha là Thượng kinh lưu thủ, quyền Tri kinh sự. Uy tín của Hàn Đức Nhượng rất được khen ngợi.
Cuộc xung đột đầu tiên của Cảnh Tông với triều đại Bắc Tống là cuộc xâm lược của nhà Tống với triều đại Bắc Hán. Đầu năm 979, vua Tống Thái Tông quyết định xuất quân, lệnh Phan Mĩ làm thống soái, cùng Thôi Tiến, Lý Hán Quỳnh, Tào Hàn, Mễ Tín, Lưu Ngộ, Điền Trọng Tiến... đánh Thái Nguyên; Quách Tiến đóng quân ở Thạch Lĩnh ngăn chặn viện binh nhà Liêu. Cảnh Tông sai sứ đến Tống, ngăn cản việc bắc phạt, Tống Thái Tông không theo. Biết thế nào người Liêu cũng sẽ ra quân, Tống Thái Tông quyết định thân chinh ra Hà Bắc, để Thẩm Luân, Vương Nhâm Thiện ở lại trấn thủ Biện Kinh.
Quân Tống tiến đến Thái Nguyên. Cảnh Tông được tin, cử Gia Luật Sa và Gia Luật Địch Lý đến cứu viện Bắc Hán. Hai quân giao chiến một trận lớn ở Bạch Ma Lĩnh, quân Liêu thảm bại trước Quách Tiến, Gia Luật Địch Lý tử trận, Gia Luật Sa phải tháo chạy. Lúc này Tống Thái Tông đang ở Trấn châu, được tin thắng trận, mệnh Phan Mĩ đưa đại quân tới công thành Thái Nguyên. Tiết độ sứ Kiến Hùng của Bắc Hán là Lưu Kế Nghiệp quyết tâm tử thủ. Bấy giờ có Quách Siêu ra hàng, nhưng quân Tống cho là gian trá, liền giết Phạm Siêu. Về sau Tống Thái Tông mới hối hận, cho hậu táng chu đáo. Các tướng trong thành biết tin đưa nhau ra hàng, thành Thái Nguyên thế cùng lực kiệt, không còn giữ được bao lâu. Vua Bắc Hán Lưu Kế Nguyên trước tình thế đó, đành phải ra đầu hàng, được phong tước quận công. Từ thời điểm đó, Trung Quốc được thống nhất làm một dưới triều Bắc Tống.
Khi đó Hàn Đức Nhượng phục vụ nhà Liêu như một tướng lĩnh quân đội cùng năm 979. Ông ta dần dần được thăng chức. Hàn Đức Nhượng ở lại Nam Kinh và trở thành Thượng thư có ảnh hưởng và quyền lực nhất không lâu sau khi được thăng chức.
Mùa hạ năm 979, sau khi diệt Bắc Hán, vua Tống Thái Tông muốn thừa cơ đánh Liêu, khôi phục 16 châu Yên Vân nên đã xuất quân từ Thái Nguyên, tiến vào Yến, Vân; nhanh chóng lấy được hai châu Trác, Dịch. Quân Tống thừa thắng đánh sang U châu. Tướng Liêu Gia Luật Hi Đạt và Tiêu Thảo Cố dẫn quân ra chống, song không thành công, thua trận bỏ chạy. Thành Nam Kinh bị quân Tống bao vây, người Tống vừa đánh vừa gọi hàng, tình thế khẩn trương, lòng người hoang mang, tướng Liêu là Hàn Đức Nhượng lên thành đốc thúc quân sĩ chống đỡ, đêm ngày phòng bị khiến quân Tống không phá nổi thành. Tống Thái Tông mệnh bọn Tống Ốc đánh mạnh vào thành Yến Kinh; lại chia quân đánh các châu Kế, Thuận. Tướng Liêu là Gia Luật Học Cổ Đa Phương ra sức giữ thành, quân Tống công phá đã lâu vẫn không chiếm được. Gia Luật Sa đem quân tới cứu U châu. Tháng 8, hai bên giao chiến tại Cao Lương hà. Ban đầu quân Tống chiếm ưu thế, liền thừa cơ truy đuổi; bỗng rơi vào ổ mai phục của quân Liêu, do hai tướng Gia Luật Hưu Ca, Gia Luật Tà Chẩn chỉ huy. Quân Tống đại bại, quân Liêu thừa thắng kéo vào giải vây U châu. Tống Thái Tông kinh hoàng thất sắc; may nhờ có Hô Duyên Tán, Phụ Siêu đưa quân đến cứu mới có thể an toàn mà rút về Trác châu. 
Hàn Đức Nhượng cũng dẫn quân Liêu xông ra khỏi Nam Kinh đón đán quân Tống và đại phá quân Tống. Nhờ công lao đó, Hàn Đức Nhượng được bái làm Liêu Hưng quân tiết độ sứ, gọi về làm Nam Viện xu mật sứ.
Gia Luật Hưu Ca cho quân đuổi tới, quân Tống bị đánh tan tác, bỏ chạy về hướng nam. Giữa đường, ngựa của Tống Thái Tông rơi vào vũng lầy không kéo lên được, tình thế vô cùng nguy cấp, nhưng lúc đó có Dương Nghiệp (tức Lưu Kế Nghiệp, đã hàng Tống) đến cứu giá kịp lúc. Dương Nghiệp tình nguyện ở lại chặn đường quân Liêu, thắng được một trận, đẩy lui truy binh Liêu. Tống Thái Tông về Định châu, lệnh Mạnh Huyền Triết giữ nơi này, Thôi Ngạn Triết giữ Quan Nam, Lưu Đình Hàn và Lý Hán Quỳnh giữ Chân Định rồi xa giá về Biện Kinh.
Cuối tháng 9 năm 979, Cảnh Tông nhân vừa mới thắng trận thì lệnh Hàn Khuông Tự (cha của Hàn Đức Nhượng) làm Đô thống, Gia Luật Sa, Gia Luật Hưu Ca dẫn 50.000 quân tiến đánh Trấn châu của nhà Tống. Lưu Đình Hàn, Thôi Ngạn Tiến bàn nhau dùng kế trá hàng, dụ quân Liêu vào rồi đặt mai phục. Gia Luật Hưu Ca có đề phòng từ trước, nhưng quân Liêu vẫn thiệt hại hơn 10.000 người.
Đầu năm 980, Cảnh Tông lại cử Gia Luật Sa, Gia Luật Tà Chẩn dẫn 100.000 quân tiến thẳng tới Nhạn Môn quan của nhà Tống, uy hiếp Đại châu. Vua Tống Thái Tông cử Dương Nghiệp làm tướng giữ Đại châu. Quân Tống ra giao chiến, giết được phò mã nước Liêu là Tiêu Đốt Lý, quân Liêu phải tháo chạy. Dương Nghiệp cho quân chiếm lại Nhạn Môn quan, từ đó người Liêu đều sợ danh tiếng của ông ta.
Cảnh Tông được tin liên tiếp thua trận, tức giận vô cùng. Ngày 30 tháng 11 năm 980 (2 tháng 10 ÂL), Cảnh Tông đích thân dẫn đại quân tiến xuống phía nam, trước hết là đánh Ngõa Kiều quan. Quân Tống chủ quan, khinh địch, nên bị quân Liêu của Gia Luật Hưu Ca đánh bại, phải lui về Mạc châu. Gia Luật Hưu Ca cho quân đuổi tới Mạc châu, bắt và giết nhiều quân, tướng Tống. Tin bại trận bay về Biện Kinh. Vua Tống Thái Tông hạ lệnh thân chinh, đưa quân đến phủ Đại Danh, Cảnh Tông nghe tin thì cho lui quân, đó là vào ngày 20 tháng 12 (11 tháng 11 ÂL).
Năm 981, vua Ô Huyền Minh phái quân Định An Quốc tấn công vương quốc Yên Pha. Quân Yên Pha liên tục bại trận. Quân Định An Quốc bao vây kinh thành Phù Châu (nay là Khai Nguyên, Liêu Ninh, Trung Quốc) của vương quốc Yên Pha. Vua của vương quốc Yên Pha tuyên bố đầu hàng quân Định An Quốc. Vua Ô Huyền Minh sáp nhập lãnh thổ của vương quốc Yên Pha vào lãnh thổ Định An Quốc của mình. Việc này đe dọa đến nhà Liêu của Cảnh Tông. Một số quý tộc và dân chúng Bột Hải của vương quốc Yên Pha đã di tản sang vương quốc Hậu Bột Hải ở kinh thành Hốt Hãn (nay là Ninh An, Hắc Long Giang, Trung Quốc).
Cùng năm 981, vua Ô Huyền Minh của Định An Quốc đã cử một sứ giả đến nhà Tống (đời vua Tống Thái Tông) và đưa ra chiến dịch gọng kìm chống lại nhà Liêu (đời vua Liêu Cảnh Tông). Vua Ô Huyền Minh tuyên bố rằng người dân của ông ta là tàn dư của vương quốc Bột Hải sống trên vùng đất cũ của Cao Câu Ly, không phải là liên minh Mã Hàn. Mục đích của sứ mệnh triều cống nhà Tống của Định An Quốc lần này là đề nghị nhà Tống cùng Định An Quốc lập liên minh và bắt đầu một cuộc tấn công chung chống lại nhà Liêu, nhưng nhà Tống của Thái Tông đã từ chối đề nghị này do e ngại sức mạnh quân sự của nhà Liêu.

## Qua đời
Vào ngày 13 tháng 10 năm 982, Cảnh Tông qua đời trên đường trở về sau một chuyến đi săn vá được an táng ở Càn lăng. Thụy hiệu của ông là Hiếu Thành Khang Tịnh Hoàng Đế (孝成康靖皇帝). Khi mất ông mới 34 tuổi. Vợ ông là hoàng hậu Tiêu Xước lập con ông là Gia Luật Long Tự (khi đó mới 12 tuổi) lên ngôi vua, tức là vua Liêu Thánh Tông. Tiêu Xước trở thành thái hậu.

## Niên hiệu
Trong đời ông có hai niên hiệu là:
- Bảo Ninh (保寧 Bǎoníng): 969 - 979
- Càn Hanh (乾亨 Qiánhēng): 979 - 982